# Tour de Flandes 2024
El Tour de Flandes 2024 (neerlandès: Ronde van Vlaanderen 2024) fou la 108a edició de la cursa ciclista del Tour de Flandes. La cursa es disputà el 31 de març de 2024, s'inicià a Anvers i, després d'un recorregut de 270.8 km, acabà a Oudenaarde. La cursa fou el 14è esdeveniment de l'UCI World Tour 2024.
El neerlandès Mathieu van der Poel (Alpecin-Deceuninck) s'emportà la victòra del segon monument de la temporada, després de fer un atac a 45 km de l'arribada. Un minut després, l'italià Luca Mozzato (Arkéa-B&B Hotels) i l'australià Michael Matthews (Team Jayco AlUla) arribaren segon i tercer respectivament, però aquest últim perdé la posició per tallar al pas a altres ciclistes durant l'sprint final. L'alemany Nils Politt (UAE Team Emirates) pujà al tercer graó del podi en lloc de Matthews.

## Equips
Un total de 25 equips participaren a la cursa, dels quals 18 foren els equips del WorldTour i els altres 7 foren equips de l'UCI ProTeam.
| WorldTeams (18)- Alpecin-Deceuninck - Arkéa-B&B Hotels - Astana Qazaqstan Team - Bahrain Victorious - Bora-Hansgrohe - Cofidis - Decathlon-AG2R La Mondiale - EF Education-EasyPost - Groupama-FDJ - Ineos Grenadiers - Intermarché-Wanty - Lidl-Trek - Movistar Team - Soudal Quick-Step - Team dsm-firmenich PostNL - Team Jayco AlUla - Team Visma \| Lease a Bike - UAE Team Emirates ProTeams (7)- Bingoal WB - Israel-Premier Tech - Lotto Dstny - Q36.5 Pro Cycling Team - Team Flanders-Baloise - Tudor Pro Cycling Team - Uno-X Mobility |
| |

## Classificació final
| \| Classificació general \| Classificació general \| Classificació general \| Classificació general \| Classificació general \| \| Corredor \| Corredor \| Equip \| Temps \| \| \| --------------------- \| --------------------- \| -------------------------- \| --------------------- \| --------------------- \| \| 1r \| Mathieu van der Poel \| Alpecin-Deceuninck \| 6h 05' 17" \| \| \| 2n \| Luca Mozzato \| Arkéa-B&B Hotels \| + 1' 02" \| \| \| 3r \| Nils Politt \| UAE Team Emirates \| + 1' 02" \| \| \| 4t \| Mikkel Bjerg \| UAE Team Emirates \| + 1' 02" \| \| \| 5è \| António Morgado \| UAE Team Emirates \| + 1' 02" \| \| \| 6è \| Magnus Sheffield \| Ineos Grenadiers \| + 1' 02" \| \| \| 7è \| Oliver Naesen \| Decathlon-AG2R La Mondiale \| + 1' 02" \| \| \| 8è \| Dylan Teuns \| Israel-Premier Tech \| + 1' 02" \| \| \| 9è \| Alberto Bettiol \| EF Education-EasyPost \| + 1' 02" \| \| \| 10è \| Toms Skujiņš \| Lidl-Trek \| + 1' 02" \| \| \| 11è \| Michael Matthews \| Team Jayco AlUla \| + 1' 02" \| \| \| 12è \| Tim Wellens \| UAE Team Emirates \| + 1' 16" \| \| \| 13è \| Riley Sheehan \| Israel-Premier Tech \| + 2' 02" \| \| \| 14è \| Kamil Małecki \| Q36.5 Pro Cycling Team \| + 2' 02" \| \| \| 15è \| Tiesj Benoot \| Team Visma \\| Lease a Bike \| + 2' 02" \| \| \| 16è \| Valentin Madouas \| Groupama-FDJ \| + 2' 02" \| \| \| 17è \| Joshua Tarling \| Ineos Grenadiers \| + 2' 02" \| \| \| 18è \| Yves Lampaert \| Soudal Quick-Step \| + 2' 02" \| \| \| 19è \| Matteo Trentin \| Tudor Pro Cycling Team \| + 2' 02" \| \| \| 20è \| Max Walscheid \| Team Jayco AlUla \| + 2' 41" \| \| |                      |                            |            |
| |                      |                            |            |
| Font: ProCyclingStats |                      |                            |            |
| Classificació general |                      |                            |            |
| Corredor | Corredor             | Equip                      | Temps      |
| 1r | Mathieu van der Poel | Alpecin-Deceuninck         | 6h 05' 17" |
| 2n | Luca Mozzato         | Arkéa-B&B Hotels           | + 1' 02"   |
| 3r | Nils Politt          | UAE Team Emirates          | + 1' 02"   |
| 4t | Mikkel Bjerg         | UAE Team Emirates          | + 1' 02"   |
| 5è | António Morgado      | UAE Team Emirates          | + 1' 02"   |
| 6è | Magnus Sheffield     | Ineos Grenadiers           | + 1' 02"   |
| 7è | Oliver Naesen        | Decathlon-AG2R La Mondiale | + 1' 02"   |
| 8è | Dylan Teuns          | Israel-Premier Tech        | + 1' 02"   |
| 9è | Alberto Bettiol      | EF Education-EasyPost      | + 1' 02"   |
| 10è | Toms Skujiņš         | Lidl-Trek                  | + 1' 02"   |
| 11è | Michael Matthews     | Team Jayco AlUla           | + 1' 02"   |
| 12è | Tim Wellens          | UAE Team Emirates          | + 1' 16"   |
| 13è | Riley Sheehan        | Israel-Premier Tech        | + 2' 02"   |
| 14è | Kamil Małecki        | Q36.5 Pro Cycling Team     | + 2' 02"   |
| 15è | Tiesj Benoot         | Team Visma \| Lease a Bike | + 2' 02"   |
| 16è | Valentin Madouas     | Groupama-FDJ               | + 2' 02"   |
| 17è | Joshua Tarling       | Ineos Grenadiers           | + 2' 02"   |
| 18è | Yves Lampaert        | Soudal Quick-Step          | + 2' 02"   |
| 19è | Matteo Trentin       | Tudor Pro Cycling Team     | + 2' 02"   |
| 20è | Max Walscheid        | Team Jayco AlUla           | + 2' 41"   |

## Participants
| Alpecin-Deceuninck ADC | Alpecin-Deceuninck ADC            | Alpecin-Deceuninck ADC |
| ---------------------- | --------------------------------- | ---------------------- |
| Núm                    | Ciclista                          | Pos                    |
| 1                      | Mathieu van der Poel (NED) (ruta) | 1r                     |
| 2                      | Axel Laurance (FRA)               | DNF                    |
| 3                      | Oscar Riesebeek (NED)             | DNF                    |
| 4                      | Xandro Meurisse (BEL)             | DNF                    |
| 5                      | Søren Kragh Andersen (DEN)        | DNF                    |
| 6                      | Silvan Dillier (SUI)              | DNF                    |
| 7                      | Gianni Vermeersch (BEL)           | 23è                    |

| Intermarché-Wanty IWA | Intermarché-Wanty IWA  | Intermarché-Wanty IWA |
| --------------------- | ---------------------- | --------------------- |
| Núm                   | Ciclista               | Pos                   |
| 11                    | Biniam Girmay (ERI)    | 59è                   |
| 12                    | Dries De Pooter (BEL)  | 85è                   |
| 13                    | Hugo Page (FRA)        | 51è                   |
| 14                    | Adrien Petit (FRA)     | DNF                   |
| 15                    | Laurenz Rex (BEL)      | 21è                   |
| 16                    | Mike Teunissen (NED)   | 25è                   |
| 17                    | Georg Zimmermann (GER) | 61è                   |

| Soudal Quick-Step SOQ | Soudal Quick-Step SOQ    | Soudal Quick-Step SOQ |
| --------------------- | ------------------------ | --------------------- |
| Núm                   | Ciclista                 | Pos                   |
| 21                    | Julian Alaphilippe (FRA) | 70è                   |
| 22                    | Kasper Asgreen (DEN)     | 47è                   |
| 23                    | Yves Lampaert (BEL)      | 18è                   |
| 24                    | Gianni Moscon (ITA)      | 78è                   |
| 25                    | Tim Merlier (BEL)        | 65è                   |
| 26                    | Casper Pedersen (DEN)    | DNF                   |
| 27                    | Bert Van Lerberghe (BEL) | DNF                   |

| Team Visma \| Lease a Bike TVL | Team Visma \| Lease a Bike TVL | Team Visma \| Lease a Bike TVL |
| ------------------------------ | ------------------------------ | ------------------------------ |
| Núm                            | Ciclista                       | Pos                            |
| 31                             | Matteo Jorgenson (USA)         | 31è                            |
| 32                             | Edoardo Affini (ITA)           | 86è                            |
| 33                             | Tiesj Benoot (BEL)             | 15è                            |
| 34                             | Mick van Dijke (NED)           | 42è                            |
| 35                             | Tim Van Dijke (NED)            | 30è                            |
| 36                             | Per Strand Hagenes (NOR)       | 40è                            |
| 37                             | Dylan van Baarle (NED) (ruta)  | 83è                            |

| Arkéa-B&B Hotels ARK | Arkéa-B&B Hotels ARK    | Arkéa-B&B Hotels ARK |
| -------------------- | ----------------------- | -------------------- |
| Núm                  | Ciclista                | Pos                  |
| 41                   | Florian Sénéchal (FRA)  | 62è                  |
| 42                   | David Dekker (NED)      | DNF                  |
| 43                   | Donavan Grondin (FRA)   | DNF                  |
| 44                   | Vincenzo Albanese (ITA) | 28è                  |
| 45                   | Daniel McLay (GBR)      | DNF                  |
| 46                   | Luca Mozzato (ITA)      | 2n                   |
| 47                   | Miles Scotson (AUS)     | DNF                  |

| Astana Qazaqstan Team AST | Astana Qazaqstan Team AST | Astana Qazaqstan Team AST |
| ------------------------- | ------------------------- | ------------------------- |
| Núm                       | Ciclista                  | Pos                       |
| 51                        | Cees Bol (NED)            | DNF                       |
| 52                        | Rüdiger Selig (GER)       | DNF                       |
| 53                        | Yevgeniy Fedorov (KAZ)    | DNF                       |
| 54                        | Michael Mørkøv (DEN)      | DNF                       |
| 55                        | Ievgueni Guiditx (KAZ)    | DNF                       |
| 56                        | Dmitri Grúzdev (KAZ)      | DNF                       |
| 57                        | Gleb Syrica               | DNF                       |

| Bahrain Victorious TBV | Bahrain Victorious TBV   | Bahrain Victorious TBV |
| ---------------------- | ------------------------ | ---------------------- |
| Núm                    | Ciclista                 | Pos                    |
| 61                     | Matej Mohorič (SLO)      | DNF                    |
| 62                     | Matevž Govekar (SLO)     | DNF                    |
| 63                     | Kamil Gradek (POL)       | DNF                    |
| 64                     | Fran Miholjević (CRO)    | DNF                    |
| 65                     | Andrea Pasqualon (ITA)   | DNF                    |
| 66                     | Fred Wright (GBR) (ruta) | 50è                    |
| 67                     | Dušan Rajović (SRB)      | DNF                    |

| Bora-Hansgrohe BOH | Bora-Hansgrohe BOH   | Bora-Hansgrohe BOH |
| ------------------ | -------------------- | ------------------ |
| Núm                | Ciclista             | Pos                |
| 71                 | Jordi Meeus (BEL)    | DNF                |
| 72                 | Marco Haller (AUT)   | 33è                |
| 73                 | Emil Herzog (GER)    | 76è                |
| 74                 | Luis-Joe Lührs (GER) | DNF                |
| 75                 | Nico Denz (GER)      | 60è                |
| 76                 | Ryan Mullen (IRL)    | DNF                |
| 77                 | Filip Maciejuk (POL) | 81è                |

| Cofidis COF | Cofidis COF                 | Cofidis COF |
| ----------- | --------------------------- | ----------- |
| Núm         | Ciclista                    | Pos         |
| 81          | Piet Allegaert (BEL)        | 57è         |
| 82          | Aimé De Gendt (BEL)         | DNF         |
| 83          | Nicolas Debeaumarché (FRA)  | DNF         |
| 84          | Alexis Gougeard (FRA)       | DNF         |
| 85          | Ludovic Robeet (BEL)        | DNF         |
| 86          | Alexis Renard (FRA)         | DNF         |
| 87          | Stanisław Aniołkowski (POL) | DNF         |

| Decathlon-AG2R La Mondiale DAT | Decathlon-AG2R La Mondiale DAT | Decathlon-AG2R La Mondiale DAT |
| ------------------------------ | ------------------------------ | ------------------------------ |
| Núm                            | Ciclista                       | Pos                            |
| 91                             | Edvald Boasson Hagen (NOR)     | DNF                            |
| 92                             | Oliver Naesen (BEL)            | 7è                             |
| 93                             | Dries De Bondt (BEL)           | DNF                            |
| 94                             | Sander De Pestel (BEL)         | 79è                            |
| 95                             | Pierre Gautherat (FRA)         | 56è                            |
| 96                             | Damien Touzé (FRA)             | 52è                            |
| 97                             | Bastien Tronchon (FRA)         | 72è                            |

| EF Education-EasyPost EFE | EF Education-EasyPost EFE      | EF Education-EasyPost EFE |
| ------------------------- | ------------------------------ | ------------------------- |
| Núm                       | Ciclista                       | Pos                       |
| 101                       | Alberto Bettiol (ITA)          | 9è                        |
| 102                       | Stefan Bissegger (SUI)         | 36è                       |
| 103                       | Owain Doull (GBR)              | 29è                       |
| 104                       | Harry Sweeny (AUS)             | DNF                       |
| 105                       | Jonas Rutsch (GER)             | 35è                       |
| 106                       | Marijn van den Berg (NED)      | 54è                       |
| 107                       | Michael Valgren Andersen (DEN) | 45è                       |

| Groupama-FDJ GFC | Groupama-FDJ GFC              | Groupama-FDJ GFC |
| ---------------- | ----------------------------- | ---------------- |
| Núm              | Ciclista                      | Pos              |
| 111              | Stefan Küng (SUI)             | 41è              |
| 112              | Lewis Askey (GBR)             | DNF              |
| 113              | Sven Erik Bystrøm (NOR)       | 69è              |
| 114              | Olivier Le Gac (FRA)          | 80è              |
| 115              | Valentin Madouas (FRA) (ruta) | 16è              |
| 116              | Fabian Lienhard (SUI)         | 63è              |
| 117              | Laurence Pithie (NZL)         | 39è              |

| Ineos Grenadiers IGD | Ineos Grenadiers IGD   | Ineos Grenadiers IGD |
| -------------------- | ---------------------- | -------------------- |
| Núm                  | Ciclista               | Pos                  |
| 121                  | Laurens De Plus (BEL)  | 71è                  |
| 122                  | Elia Viviani (ITA)     | DNF                  |
| 123                  | Magnus Sheffield (USA) | 6è                   |
| 124                  | Connor Swift (GBR)     | 66è                  |
| 125                  | Ben Swift (GBR)        | DNF                  |
| 126                  | Joshua Tarling (GBR)   | 17è                  |
| 127                  | Ben Turner (GBR)       | 38è                  |

| Lidl-Trek LTK | Lidl-Trek LTK        | Lidl-Trek LTK |
| ------------- | -------------------- | ------------- |
| Núm           | Ciclista             | Pos           |
| 131           | Mads Pedersen (DEN)  | 22è           |
| 132           | Tim Declercq (BEL)   | DNF           |
| 133           | Daan Hoole (NED)     | 68è           |
| 134           | Jonathan Milan (ITA) | 67è           |
| 135           | Toms Skujiņš (LAT)   | 10è           |
| 136           | Otto Vergaerde (BEL) | 87è           |
| 137           | Edward Theuns (BEL)  | DNF           |

| Movistar Team MOV | Movistar Team MOV               | Movistar Team MOV |
| ----------------- | ------------------------------- | ----------------- |
| Núm               | Ciclista                        | Pos               |
| 141               | Oier Lazkano López (ESP) (ruta) | 73è               |
| 142               | Carlos Canal Blanco (ESP)       | 77è               |
| 143               | Rémi Cavagna (FRA)              | 75è               |
| 144               | Iván García Cortina (ESP)       | 26è               |
| 145               | Johan Jacobs (SUI)              | DNF               |
| 146               | Lorenzo Milesi (ITA)            | DNF               |
| 147               | Albert Torres Barceló (ESP)     | DNF               |

| Team dsm-firmenich PostNL DFP | Team dsm-firmenich PostNL DFP | Team dsm-firmenich PostNL DFP |
| ----------------------------- | ----------------------------- | ----------------------------- |
| Núm                           | Ciclista                      | Pos                           |
| 151                           | John Degenkolb (GER)          | 37è                           |
| 152                           | Frank van den Broek (NED)     | DNF                           |
| 153                           | Pavel Bittner (CZE)           | DNF                           |
| 154                           | Patrick Eddy (AUS)            | DNF                           |
| 155                           | Nils Eekhoff (NED)            | 49è                           |
| 156                           | Tim Naberman (NED)            | DNF                           |
| 157                           | Niklas Märkl (GER)            | DNF                           |

| Team Jayco AlUla JAY | Team Jayco AlUla JAY        | Team Jayco AlUla JAY |
| -------------------- | --------------------------- | -------------------- |
| Núm                  | Ciclista                    | Pos                  |
| 161                  | Michael Matthews (AUS)      | 11è                  |
| 162                  | Luke Durbridge (AUS)        | DNF                  |
| 163                  | Amund Grøndahl Jansen (NOR) | DNF                  |
| 164                  | Luka Mezgec (SLO)           | DNF                  |
| 165                  | Kelland O'Brien (AUS)       | DNF                  |
| 166                  | Elmar Reinders (NED)        | DNF                  |
| 167                  | Max Walscheid (GER)         | 20è                  |

| UAE Team Emirates UAD | UAE Team Emirates UAD      | UAE Team Emirates UAD |
| --------------------- | -------------------------- | --------------------- |
| Núm                   | Ciclista                   | Pos                   |
| 171                   | Tim Wellens (BEL)          | 12è                   |
| 172                   | Vegard Stake Laengen (NOR) | DNF                   |
| 173                   | Mikkel Bjerg (DEN)         | 4t                    |
| 174                   | Alessandro Covi (ITA)      | DNF                   |
| 175                   | Marc Hirschi (SUI) (ruta)  | DNF                   |
| 176                   | António Morgado (POR)      | 5è                    |
| 177                   | Nils Politt (GER)          | 3r                    |

| Israel-Premier Tech IPT | Israel-Premier Tech IPT | Israel-Premier Tech IPT |
| ----------------------- | ----------------------- | ----------------------- |
| Núm                     | Ciclista                | Pos                     |
| 181                     | Dylan Teuns (BEL)       | 8è                      |
| 182                     | Guillaume Boivin (CAN)  | DNF                     |
| 183                     | Hugo Houle (CAN)        | DNF                     |
| 184                     | Krists Neilands (LAT)   | 43è                     |
| 185                     | Riley Sheehan (USA)     | 13è                     |
| 186                     | Corbin Strong (NZL)     | 48è                     |
| 187                     | Tom Van Asbroeck (BEL)  | DNF                     |

| Lotto Dstny LTD | Lotto Dstny LTD          | Lotto Dstny LTD |
| --------------- | ------------------------ | --------------- |
| Núm             | Ciclista                 | Pos             |
| 191             | Victor Campenaerts (BEL) | 27è             |
| 192             | Cedric Beullens (BEL)    | 64è             |
| 193             | Jenno Berckmoes (BEL)    | 44è             |
| 194             | Lionel Taminiaux (BEL)   | DNF             |
| 195             | Liam Slock (BEL)         | 58è             |
| 196             | Sébastien Grignard (BEL) | DNF             |
| 197             | Brent Van Moer (BEL)     | DNF             |

| Uno-X Mobility UXM | Uno-X Mobility UXM          | Uno-X Mobility UXM |
| ------------------ | --------------------------- | ------------------ |
| Núm                | Ciclista                    | Pos                |
| 201                | Alexander Kristoff (NOR)    | 74è                |
| 202                | Jonas Abrahamsen (NOR)      | 32è                |
| 203                | Markus Hoelgaard (NOR)      | DNF                |
| 204                | William Blume Levy (DEN)    | DNF                |
| 205                | Erik Nordsæter Resell (NOR) | DNF                |
| 206                | Rasmus Tiller (NOR)         | 24è                |
| 207                | Søren Wærenskjold (NOR)     | DNF                |

| Bingoal WB BWB | Bingoal WB BWB            | Bingoal WB BWB |
| -------------- | ------------------------- | -------------- |
| Núm            | Ciclista                  | Pos            |
| 211            | Luca De Meester (BEL)     | DNF            |
| 212            | Floris De Tier (BEL)      | DNF            |
| 213            | Johan Meens (BEL)         | DNF            |
| 214            | Luca Van Boven (BEL)      | 55è            |
| 215            | Loïc Vliegen (BEL)        | DNF            |
| 216            | Aaron Van der Beken (BEL) | 82è            |
| 217            | Jelle Vermoote (BEL)      | DNF            |

| Q36.5 Pro Cycling Team Q36 | Q36.5 Pro Cycling Team Q36 | Q36.5 Pro Cycling Team Q36 |
| -------------------------- | -------------------------- | -------------------------- |
| Núm                        | Ciclista                   | Pos                        |
| 221                        | Jannik Steimle (GER)       | 34è                        |
| 222                        | Fabio Christen (SUI)       | 46è                        |
| 223                        | Tom Devriendt (BEL)        | DNF                        |
| 224                        | Tobias Ludvigsson (SWE)    | DNF                        |
| 225                        | Kamil Małecki (POL)        | 14è                        |
| 226                        | Cyrus Monk (AUS)           | DNF                        |
| 227                        | Szymon Sajnok (POL)        | DNF                        |

| Team Flanders-Baloise TFB | Team Flanders-Baloise TFB | Team Flanders-Baloise TFB |
| ------------------------- | ------------------------- | ------------------------- |
| Núm                       | Ciclista                  | Pos                       |
| 231                       | Lars Craps (BEL)          | 53è                       |
| 232                       | Jules Hesters (BEL)       | DNF                       |
| 233                       | Dylan Vandenstorme (BEL)  | DNF                       |
| 234                       | Yentl Vandevelde (BEL)    | DNF                       |
| 235                       | Siebe Deweirdt (BEL)      | DNF                       |
| 236                       | Victor Vercouillie (BEL)  | DNF                       |
| 237                       | Ward Vanhoof (BEL)        | DNF                       |

| Tudor Pro Cycling Team TUD | Tudor Pro Cycling Team TUD     | Tudor Pro Cycling Team TUD |
| -------------------------- | ------------------------------ | -------------------------- |
| Núm                        | Ciclista                       | Pos                        |
| 241                        | Matteo Trentin (ITA)           | 19è                        |
| 242                        | Sebastian Kolze Changizi (DEN) | DNF                        |
| 243                        | Jacob Eriksson (SWE)           | DNF                        |
| 244                        | Petr Kelemen (CZE)             | DNF                        |
| 245                        | Alexander Krieger (GER)        | 84è                        |
| 246                        | Marius Mayrhofer (GER)         | DNF                        |
| 247                        | Rick Pluimers (NED)            | DNF                        |

| Alpecin-Deceuninck ADC | Alpecin-Deceuninck ADC            | Alpecin-Deceuninck ADC |
| ---------------------- | --------------------------------- | ---------------------- |
| Núm                    | Ciclista                          | Pos                    |
| 1                      | Mathieu van der Poel (NED) (ruta) | 1r                     |
| 2                      | Axel Laurance (FRA)               | DNF                    |
| 3                      | Oscar Riesebeek (NED)             | DNF                    |
| 4                      | Xandro Meurisse (BEL)             | DNF                    |
| 5                      | Søren Kragh Andersen (DEN)        | DNF                    |
| 6                      | Silvan Dillier (SUI)              | DNF                    |
| 7                      | Gianni Vermeersch (BEL)           | 23è                    |

| Intermarché-Wanty IWA | Intermarché-Wanty IWA  | Intermarché-Wanty IWA |
| --------------------- | ---------------------- | --------------------- |
| Núm                   | Ciclista               | Pos                   |
| 11                    | Biniam Girmay (ERI)    | 59è                   |
| 12                    | Dries De Pooter (BEL)  | 85è                   |
| 13                    | Hugo Page (FRA)        | 51è                   |
| 14                    | Adrien Petit (FRA)     | DNF                   |
| 15                    | Laurenz Rex (BEL)      | 21è                   |
| 16                    | Mike Teunissen (NED)   | 25è                   |
| 17                    | Georg Zimmermann (GER) | 61è                   |

| Soudal Quick-Step SOQ | Soudal Quick-Step SOQ    | Soudal Quick-Step SOQ |
| --------------------- | ------------------------ | --------------------- |
| Núm                   | Ciclista                 | Pos                   |
| 21                    | Julian Alaphilippe (FRA) | 70è                   |
| 22                    | Kasper Asgreen (DEN)     | 47è                   |
| 23                    | Yves Lampaert (BEL)      | 18è                   |
| 24                    | Gianni Moscon (ITA)      | 78è                   |
| 25                    | Tim Merlier (BEL)        | 65è                   |
| 26                    | Casper Pedersen (DEN)    | DNF                   |
| 27                    | Bert Van Lerberghe (BEL) | DNF                   |

| Team Visma \| Lease a Bike TVL | Team Visma \| Lease a Bike TVL | Team Visma \| Lease a Bike TVL |
| ------------------------------ | ------------------------------ | ------------------------------ |
| Núm                            | Ciclista                       | Pos                            |
| 31                             | Matteo Jorgenson (USA)         | 31è                            |
| 32                             | Edoardo Affini (ITA)           | 86è                            |
| 33                             | Tiesj Benoot (BEL)             | 15è                            |
| 34                             | Mick van Dijke (NED)           | 42è                            |
| 35                             | Tim Van Dijke (NED)            | 30è                            |
| 36                             | Per Strand Hagenes (NOR)       | 40è                            |
| 37                             | Dylan van Baarle (NED) (ruta)  | 83è                            |

| Arkéa-B&B Hotels ARK | Arkéa-B&B Hotels ARK    | Arkéa-B&B Hotels ARK |
| -------------------- | ----------------------- | -------------------- |
| Núm                  | Ciclista                | Pos                  |
| 41                   | Florian Sénéchal (FRA)  | 62è                  |
| 42                   | David Dekker (NED)      | DNF                  |
| 43                   | Donavan Grondin (FRA)   | DNF                  |
| 44                   | Vincenzo Albanese (ITA) | 28è                  |
| 45                   | Daniel McLay (GBR)      | DNF                  |
| 46                   | Luca Mozzato (ITA)      | 2n                   |
| 47                   | Miles Scotson (AUS)     | DNF                  |

| Astana Qazaqstan Team AST | Astana Qazaqstan Team AST | Astana Qazaqstan Team AST |
| ------------------------- | ------------------------- | ------------------------- |
| Núm                       | Ciclista                  | Pos                       |
| 51                        | Cees Bol (NED)            | DNF                       |
| 52                        | Rüdiger Selig (GER)       | DNF                       |
| 53                        | Yevgeniy Fedorov (KAZ)    | DNF                       |
| 54                        | Michael Mørkøv (DEN)      | DNF                       |
| 55                        | Ievgueni Guiditx (KAZ)    | DNF                       |
| 56                        | Dmitri Grúzdev (KAZ)      | DNF                       |
| 57                        | Gleb Syrica               | DNF                       |

| Bahrain Victorious TBV | Bahrain Victorious TBV   | Bahrain Victorious TBV |
| ---------------------- | ------------------------ | ---------------------- |
| Núm                    | Ciclista                 | Pos                    |
| 61                     | Matej Mohorič (SLO)      | DNF                    |
| 62                     | Matevž Govekar (SLO)     | DNF                    |
| 63                     | Kamil Gradek (POL)       | DNF                    |
| 64                     | Fran Miholjević (CRO)    | DNF                    |
| 65                     | Andrea Pasqualon (ITA)   | DNF                    |
| 66                     | Fred Wright (GBR) (ruta) | 50è                    |
| 67                     | Dušan Rajović (SRB)      | DNF                    |

| Bora-Hansgrohe BOH | Bora-Hansgrohe BOH   | Bora-Hansgrohe BOH |
| ------------------ | -------------------- | ------------------ |
| Núm                | Ciclista             | Pos                |
| 71                 | Jordi Meeus (BEL)    | DNF                |
| 72                 | Marco Haller (AUT)   | 33è                |
| 73                 | Emil Herzog (GER)    | 76è                |
| 74                 | Luis-Joe Lührs (GER) | DNF                |
| 75                 | Nico Denz (GER)      | 60è                |
| 76                 | Ryan Mullen (IRL)    | DNF                |
| 77                 | Filip Maciejuk (POL) | 81è                |

| Cofidis COF | Cofidis COF                 | Cofidis COF |
| ----------- | --------------------------- | ----------- |
| Núm         | Ciclista                    | Pos         |
| 81          | Piet Allegaert (BEL)        | 57è         |
| 82          | Aimé De Gendt (BEL)         | DNF         |
| 83          | Nicolas Debeaumarché (FRA)  | DNF         |
| 84          | Alexis Gougeard (FRA)       | DNF         |
| 85          | Ludovic Robeet (BEL)        | DNF         |
| 86          | Alexis Renard (FRA)         | DNF         |
| 87          | Stanisław Aniołkowski (POL) | DNF         |

| Decathlon-AG2R La Mondiale DAT | Decathlon-AG2R La Mondiale DAT | Decathlon-AG2R La Mondiale DAT |
| ------------------------------ | ------------------------------ | ------------------------------ |
| Núm                            | Ciclista                       | Pos                            |
| 91                             | Edvald Boasson Hagen (NOR)     | DNF                            |
| 92                             | Oliver Naesen (BEL)            | 7è                             |
| 93                             | Dries De Bondt (BEL)           | DNF                            |
| 94                             | Sander De Pestel (BEL)         | 79è                            |
| 95                             | Pierre Gautherat (FRA)         | 56è                            |
| 96                             | Damien Touzé (FRA)             | 52è                            |
| 97                             | Bastien Tronchon (FRA)         | 72è                            |

| EF Education-EasyPost EFE | EF Education-EasyPost EFE      | EF Education-EasyPost EFE |
| ------------------------- | ------------------------------ | ------------------------- |
| Núm                       | Ciclista                       | Pos                       |
| 101                       | Alberto Bettiol (ITA)          | 9è                        |
| 102                       | Stefan Bissegger (SUI)         | 36è                       |
| 103                       | Owain Doull (GBR)              | 29è                       |
| 104                       | Harry Sweeny (AUS)             | DNF                       |
| 105                       | Jonas Rutsch (GER)             | 35è                       |
| 106                       | Marijn van den Berg (NED)      | 54è                       |
| 107                       | Michael Valgren Andersen (DEN) | 45è                       |

| Groupama-FDJ GFC | Groupama-FDJ GFC              | Groupama-FDJ GFC |
| ---------------- | ----------------------------- | ---------------- |
| Núm              | Ciclista                      | Pos              |
| 111              | Stefan Küng (SUI)             | 41è              |
| 112              | Lewis Askey (GBR)             | DNF              |
| 113              | Sven Erik Bystrøm (NOR)       | 69è              |
| 114              | Olivier Le Gac (FRA)          | 80è              |
| 115              | Valentin Madouas (FRA) (ruta) | 16è              |
| 116              | Fabian Lienhard (SUI)         | 63è              |
| 117              | Laurence Pithie (NZL)         | 39è              |

| Ineos Grenadiers IGD | Ineos Grenadiers IGD   | Ineos Grenadiers IGD |
| -------------------- | ---------------------- | -------------------- |
| Núm                  | Ciclista               | Pos                  |
| 121                  | Laurens De Plus (BEL)  | 71è                  |
| 122                  | Elia Viviani (ITA)     | DNF                  |
| 123                  | Magnus Sheffield (USA) | 6è                   |
| 124                  | Connor Swift (GBR)     | 66è                  |
| 125                  | Ben Swift (GBR)        | DNF                  |
| 126                  | Joshua Tarling (GBR)   | 17è                  |
| 127                  | Ben Turner (GBR)       | 38è                  |

| Lidl-Trek LTK | Lidl-Trek LTK        | Lidl-Trek LTK |
| ------------- | -------------------- | ------------- |
| Núm           | Ciclista             | Pos           |
| 131           | Mads Pedersen (DEN)  | 22è           |
| 132           | Tim Declercq (BEL)   | DNF           |
| 133           | Daan Hoole (NED)     | 68è           |
| 134           | Jonathan Milan (ITA) | 67è           |
| 135           | Toms Skujiņš (LAT)   | 10è           |
| 136           | Otto Vergaerde (BEL) | 87è           |
| 137           | Edward Theuns (BEL)  | DNF           |

| Movistar Team MOV | Movistar Team MOV               | Movistar Team MOV |
| ----------------- | ------------------------------- | ----------------- |
| Núm               | Ciclista                        | Pos               |
| 141               | Oier Lazkano López (ESP) (ruta) | 73è               |
| 142               | Carlos Canal Blanco (ESP)       | 77è               |
| 143               | Rémi Cavagna (FRA)              | 75è               |
| 144               | Iván García Cortina (ESP)       | 26è               |
| 145               | Johan Jacobs (SUI)              | DNF               |
| 146               | Lorenzo Milesi (ITA)            | DNF               |
| 147               | Albert Torres Barceló (ESP)     | DNF               |

| Team dsm-firmenich PostNL DFP | Team dsm-firmenich PostNL DFP | Team dsm-firmenich PostNL DFP |
| ----------------------------- | ----------------------------- | ----------------------------- |
| Núm                           | Ciclista                      | Pos                           |
| 151                           | John Degenkolb (GER)          | 37è                           |
| 152                           | Frank van den Broek (NED)     | DNF                           |
| 153                           | Pavel Bittner (CZE)           | DNF                           |
| 154                           | Patrick Eddy (AUS)            | DNF                           |
| 155                           | Nils Eekhoff (NED)            | 49è                           |
| 156                           | Tim Naberman (NED)            | DNF                           |
| 157                           | Niklas Märkl (GER)            | DNF                           |

| Team Jayco AlUla JAY | Team Jayco AlUla JAY        | Team Jayco AlUla JAY |
| -------------------- | --------------------------- | -------------------- |
| Núm                  | Ciclista                    | Pos                  |
| 161                  | Michael Matthews (AUS)      | 11è                  |
| 162                  | Luke Durbridge (AUS)        | DNF                  |
| 163                  | Amund Grøndahl Jansen (NOR) | DNF                  |
| 164                  | Luka Mezgec (SLO)           | DNF                  |
| 165                  | Kelland O'Brien (AUS)       | DNF                  |
| 166                  | Elmar Reinders (NED)        | DNF                  |
| 167                  | Max Walscheid (GER)         | 20è                  |

| UAE Team Emirates UAD | UAE Team Emirates UAD      | UAE Team Emirates UAD |
| --------------------- | -------------------------- | --------------------- |
| Núm                   | Ciclista                   | Pos                   |
| 171                   | Tim Wellens (BEL)          | 12è                   |
| 172                   | Vegard Stake Laengen (NOR) | DNF                   |
| 173                   | Mikkel Bjerg (DEN)         | 4t                    |
| 174                   | Alessandro Covi (ITA)      | DNF                   |
| 175                   | Marc Hirschi (SUI) (ruta)  | DNF                   |
| 176                   | António Morgado (POR)      | 5è                    |
| 177                   | Nils Politt (GER)          | 3r                    |

| Israel-Premier Tech IPT | Israel-Premier Tech IPT | Israel-Premier Tech IPT |
| ----------------------- | ----------------------- | ----------------------- |
| Núm                     | Ciclista                | Pos                     |
| 181                     | Dylan Teuns (BEL)       | 8è                      |
| 182                     | Guillaume Boivin (CAN)  | DNF                     |
| 183                     | Hugo Houle (CAN)        | DNF                     |
| 184                     | Krists Neilands (LAT)   | 43è                     |
| 185                     | Riley Sheehan (USA)     | 13è                     |
| 186                     | Corbin Strong (NZL)     | 48è                     |
| 187                     | Tom Van Asbroeck (BEL)  | DNF                     |

| Lotto Dstny LTD | Lotto Dstny LTD          | Lotto Dstny LTD |
| --------------- | ------------------------ | --------------- |
| Núm             | Ciclista                 | Pos             |
| 191             | Victor Campenaerts (BEL) | 27è             |
| 192             | Cedric Beullens (BEL)    | 64è             |
| 193             | Jenno Berckmoes (BEL)    | 44è             |
| 194             | Lionel Taminiaux (BEL)   | DNF             |
| 195             | Liam Slock (BEL)         | 58è             |
| 196             | Sébastien Grignard (BEL) | DNF             |
| 197             | Brent Van Moer (BEL)     | DNF             |

| Uno-X Mobility UXM | Uno-X Mobility UXM          | Uno-X Mobility UXM |
| ------------------ | --------------------------- | ------------------ |
| Núm                | Ciclista                    | Pos                |
| 201                | Alexander Kristoff (NOR)    | 74è                |
| 202                | Jonas Abrahamsen (NOR)      | 32è                |
| 203                | Markus Hoelgaard (NOR)      | DNF                |
| 204                | William Blume Levy (DEN)    | DNF                |
| 205                | Erik Nordsæter Resell (NOR) | DNF                |
| 206                | Rasmus Tiller (NOR)         | 24è                |
| 207                | Søren Wærenskjold (NOR)     | DNF                |

| Bingoal WB BWB | Bingoal WB BWB            | Bingoal WB BWB |
| -------------- | ------------------------- | -------------- |
| Núm            | Ciclista                  | Pos            |
| 211            | Luca De Meester (BEL)     | DNF            |
| 212            | Floris De Tier (BEL)      | DNF            |
| 213            | Johan Meens (BEL)         | DNF            |
| 214            | Luca Van Boven (BEL)      | 55è            |
| 215            | Loïc Vliegen (BEL)        | DNF            |
| 216            | Aaron Van der Beken (BEL) | 82è            |
| 217            | Jelle Vermoote (BEL)      | DNF            |

| Q36.5 Pro Cycling Team Q36 | Q36.5 Pro Cycling Team Q36 | Q36.5 Pro Cycling Team Q36 |
| -------------------------- | -------------------------- | -------------------------- |
| Núm                        | Ciclista                   | Pos                        |
| 221                        | Jannik Steimle (GER)       | 34è                        |
| 222                        | Fabio Christen (SUI)       | 46è                        |
| 223                        | Tom Devriendt (BEL)        | DNF                        |
| 224                        | Tobias Ludvigsson (SWE)    | DNF                        |
| 225                        | Kamil Małecki (POL)        | 14è                        |
| 226                        | Cyrus Monk (AUS)           | DNF                        |
| 227                        | Szymon Sajnok (POL)        | DNF                        |

| Team Flanders-Baloise TFB | Team Flanders-Baloise TFB | Team Flanders-Baloise TFB |
| ------------------------- | ------------------------- | ------------------------- |
| Núm                       | Ciclista                  | Pos                       |
| 231                       | Lars Craps (BEL)          | 53è                       |
| 232                       | Jules Hesters (BEL)       | DNF                       |
| 233                       | Dylan Vandenstorme (BEL)  | DNF                       |
| 234                       | Yentl Vandevelde (BEL)    | DNF                       |
| 235                       | Siebe Deweirdt (BEL)      | DNF                       |
| 236                       | Victor Vercouillie (BEL)  | DNF                       |
| 237                       | Ward Vanhoof (BEL)        | DNF                       |

| Tudor Pro Cycling Team TUD | Tudor Pro Cycling Team TUD     | Tudor Pro Cycling Team TUD |
| -------------------------- | ------------------------------ | -------------------------- |
| Núm                        | Ciclista                       | Pos                        |
| 241                        | Matteo Trentin (ITA)           | 19è                        |
| 242                        | Sebastian Kolze Changizi (DEN) | DNF                        |
| 243                        | Jacob Eriksson (SWE)           | DNF                        |
| 244                        | Petr Kelemen (CZE)             | DNF                        |
| 245                        | Alexander Krieger (GER)        | 84è                        |
| 246                        | Marius Mayrhofer (GER)         | DNF                        |
| 247                        | Rick Pluimers (NED)            | DNF                        |